# Савіньяно-суль-Рубіконе
Савіньяно-суль-Рубіконе (італ. Savignano sul Rubicone) — муніципалітет в Італії, у регіоні Емілія-Романья, провінція Форлі-Чезена.
Савіньяно-суль-Рубіконе розташоване на відстані близько 250 км на північ від Рима, 95 км на південний схід від Болоньї, 32 км на південний схід від Форлі.
Населення — 17 771 особа (2014). День покровительки комуни святої Лючії відзначається 13 грудня.

## Демографія
Населення за роками:

Станом на 1 січня 2023 року в муніципалітеті офіційно проживали 2903 іноземці з 72 країн, серед них 320 громадян країн Євросоюзу та 157 громадян України.

## Сусідні муніципалітети
- Гаттео
- Лонджано
- Сан-Мауро-Пасколі
- Сантарканджело-ді-Романья

## Міста-побратими
- Ніцца-Монферрато, Італія
- Валь-ле-Бен, Франція